# La Terrible Maladie
La Terrible Maladie est une nouvelle russe parue en almanach en 1838. Elle a été récemment attribuée à Ivan Gontcharov.

## Personnages
- Philippe Klimytch : le narrateur, jeune homme ;
- Alexis Petrovitch Zourov ;
- Marie Alexandrovna Zourov : épouse d'Alexis Petrovitch ;
- La grand-mère paralysée et à moitié aveugle de la famille Zourov ;
- Fiokla, nièce des Zourov, pour laquelle Philippe Klimytch a un faible ;
- Ivan Stépanovitch Vérénitsyne : conseiller d’État à la retraite et ami des Zourov ;
- Nikon Oustinovitch Tiajelenko : marchand petit-russien, paresseux notoire.

## Résumé
Philippe Klimytch, le narrateur, partage habituellement son temps entre Saint-Pétersbourg durant l’hiver et un séjour à la campagne auprès de son oncle pendant l’été. Durant l’hiver, il fréquente régulièrement une famille aisée, ses amis, les Zourov. Cependant, après la mort de son oncle, il décide de rester à Saint-Pétersbourg. Il ne tarde pas à découvrir que les Zourov ont un comportement étrange.
Il fait part de son malaise à un ami commun, Nikon Oustinovitch Tiajelenko, un personnage casanier et paresseux superlatif qui n’existe plus que pour manger et dormir. Celui-ci lui révèle que, selon lui, les Zourov sont envoutés, victime d’une « maladie maligne », l’irrépressible besoin de faire des promenades à la campagne… Nikon Oustinych prétend même connaître la source du mal, Vérénitsyne, qu’il accuse de transmettre activement le « virus » de la randonnée à la pauvre famille. Un mal très contagieux selon lui et contre lequel chacun doit trouver un moyen de se prémunir. Vu la source de l’analyse, le narrateur a de la peine à se convaincre de la validité du diagnostic. Mais après avoir échappé à Ivan Stépanytch, qui tente de lui inculquer le goût de la promenade, Philippe Klymitch est dès lors persuadé que les Zourov sont atteints d’un mal mystérieux et qu’il se doit de les tirer d’affaire…
La famille Zourov cherche une nature vierge de toute trace humaine. S’ensuivent plusieurs épisodes narrant diverses randonnées dans les environs de Saint-Pétersbourg dans lesquelles les Zourov font preuve d’une grave imprudence - qui les mènent presque à la catastrophe - et dont les sauve le narrateur. La dernière expédition se termine par une déroute dans un estaminet peu recommandable des environs de la capitale russe. Finalement, le narrateur prétexte un long voyage à l’étranger pour fuir ses amis, non sans avoir confié ses inquiétudes à un médecin qu’il charge de les surveiller.
Deux ans plus tard, de retour à Pétersbourg, Philippe Klimytch apprend que son ami Nikon est mort d’une attaque et que les Zourov ont quitté le pays pour s’installer en Amérique. Une fois là-bas, ils ont à nouveau entamé une randonnée dont ils ne sont pas revenus.

### Première apparition d’Oblomov
Dès le début de la nouvelle, l’auteur brosse le portrait d’une figure appelée à un brillant avenir dans la production de Gontcharov : celui du paresseux qui fera florès avec Oblomov.
En effet, Nikon Oustinovitch Tiajelenko est « célèbre depuis son plus jeune âge pour son indécrottable et méthodique flemme et pour son héroïque indifférence à l’égard des activités mondaines. Il passait la majeure partie de sa vie couché sur son lit ; s’il s’asseyait parfois, c’est uniquement, c’est uniquement à table pour le repas de midi ; il estimait que pour le petit-déjeuner et le dîner, cela n’en valait pas la peine. Comme je l'ai dit, il ne sortait pratiquement pas de chez lui et avait acquis tous les attributs du paresseux : une bedaine qui se dressait volumineusement et majestueusement ; d'ailleurs tout son corps retombait en plis, comme chez un rhinocéros, formant une sorte de vêture naturelle. Il vivait près du jardin de Tauride, et arriver jusque-là constituait pour lui un exploit ».
Cependant, au contraire d'Oblomov, être complexe et qui possède une certaine épaisseur, Nikon Oustinovitch Tiajelenko - hormis sa clairvoyance - est un personnage grotesque dont la paresse et le besoin de manger représentent les seules caractéristiques. Il connaît d'ailleurs une fin que laissait prévoir son péché.

## Édition française
: document utilisé comme source pour la rédaction de cet article.
- La Terrible Maladie, traduit par André Cabaret, Circé, Strasbourg, 1992, 77 p.  (ISBN 2-908024-31-4)